# Dipteris nieuwenhuisii
Dipteris nieuwenhuisii är en ormbunkeart som beskrevs av Christ. Dipteris nieuwenhuisii ingår i släktet Dipteris och familjen Dipteridaceae. Inga underarter finns listade.